# CAZ 2 (televisiezender)
CAZ 2 was een Belgische commerciële televisiezender die op 2 maart 2020 van start ging en te ontvangen was via alle Vlaamse digitale televisiedistributeurs. De zender kwam in de plaats van VTM Kids Jr.
Op 1 maart 2021 werd CAZ 2 vervangen door VTM GOLD. De zender werd nét geen jaar oud.

## Geschiedenis
Op 21 januari 2020 werd bekendgemaakt dat DPG Media met een vijfde lineaire zender zal starten op het vrijgekomen kanaal van VTM Kids Jr. De nieuwe zender zal voornamelijk Vlaamse en internationale reeksen uitzenden. Daarnaast wordt er verschillende keren per week een film geprogrammeerd.
Op CAZ 2 was er ook plaats voor Walter Presents, waarin de gepassioneerde Italiaanse dramafan Walter Iuzzolino wereldwijd de beste niet-Engelstalige fictiereeksen selecteerde. Deze series waren tot dan toe enkel online te bekijken via VTM GO.
Op 10 augustus 2020 maakte DPG Media bekend dat Q2, Vitaya en CAZ vanaf 31 augustus 2020 vervangen worden door respectievelijk VTM 2, VTM 3 en VTM 4. De vernieuwde eerste CAZ zender, VTM 4, gaat zich focussen op actie en classics. Op 17 februari 2021 werd aangekondigd dat CAZ 2 vanaf 1 maart 2021 zou vervangen worden door VTM GOLD. Deze zender zal zich vooral richten op Vlaamse klassiekers die voorheen werden uitgezonden op de VTM-zenders.

## Programma's
Een greep uit het aanbod van Vlaamse en internationale series op CAZ 2:

### Vlaamse reeksen
- Altijd Prijs (2015)
- Amateurs (2014)
- Aspe (2004-2014)
- Bex & Blanche (1993)
- Bompa (1989)
- Clan (2012)
- Code 37 (2009-2012)
- Connie & Clyde (2013 & 2018)
- Cordon (2014)
- Crème de la Crème (2013)
- Dag & Nacht : Hotel Eburon (2010)
- Danni Lowinski (2012-2013)
- Deadline 25/5 (2014)
- Jes (2009)
- Moeder, waarom leven wij? (1993)
- Nonkel Jef (1995)
- Ons geluk (1995)
- De Rodenburgs (2011)
- Rupel (2004)
- Slisse & Cesar (1996)
- Spitsbroers (2015)
- Wat nu weer?! (1995)
- Zomerrust (1993)
- Zuidflank (2013)

### Engelstalige reeksen
- According to Jim (VS, 2001)
- America's Funniest Home Videos (VS, 1989)
- Blood Drive (VS, 2017)
- Dawson's Creek (VS, 1998)
- From Dusk till Dawn (VS, 2014)
- Girlfriends' Guide to Divorce (VS, 2014)
- McLeod's Daughters (Australië, 2001)
- Shots Fired (VS, 2017)
- Snowfall (VS, 2017)
- S.W.A.T. (VS, 2017)
- The Guardian (VS, 2001)
- The Nanny (VS, 1993)

### Niet-Engelstalige reeksen
- Fugitives (Chili, 2011)
- Sr. Ávila (Mexico, 2013)
- Sturm der Liebe (Duitsland, 2005)
- The Cleaning Lady (Argentinië, 2017)
- The Team (België - Denemarken - Duitsland - Oostenrijk - Zwitserland, 2015)

## Tijdlijn
Geschiedenis van de Vlaamse televisie